# Auberchicourt
Auberchicourt est une commune française située dans le département du Nord, en région Hauts-de-France.
Située dans le Bassin minier du Nord-Pas-de-Calais, la Compagnie des mines d'Aniche y a ouvert sans succès ses avaleresses Aglaé et La Paix, puis ses fosses Espérance et Sainte-Marie.

## Géographie

### Localisation
Auberchicourt est un bourg de l'Ostrevent situé à vol d'oiseau à 12 km à l'est de Douai, 21 km au nord de la frontière franco-belge et 33 km de Tournai, 21 km à l'ouest de Valenciennes et 18 km au nord de Cambrai.
La commune se trouve dans l'aire d'attraction de Douai et sa zone d'emploi, dans l'unité urbaine de Valenciennes et dans le bassin de vie de Somain.
Elle fait partie du Bassin minier du Nord-Pas-de-Calais.

### Communes limitrophes
Les communes limitrophes sont  Aniche, Bruille-lez-Marchiennes, Masny, Monchecourt, Écaillon et Émerchicourt.
|       | Écaillon      | Bruille-lez-Marchiennes |
| Masny | Auberchicourt | Aniche                  |
|       | Monchecourt   | Émerchicourt            |

### Géologie et relief
La superficie de la commune est de 7,12 km2 ; son altitude varie de 21  à   63 mètres.

### Hydrographie

#### Réseau hydrographique

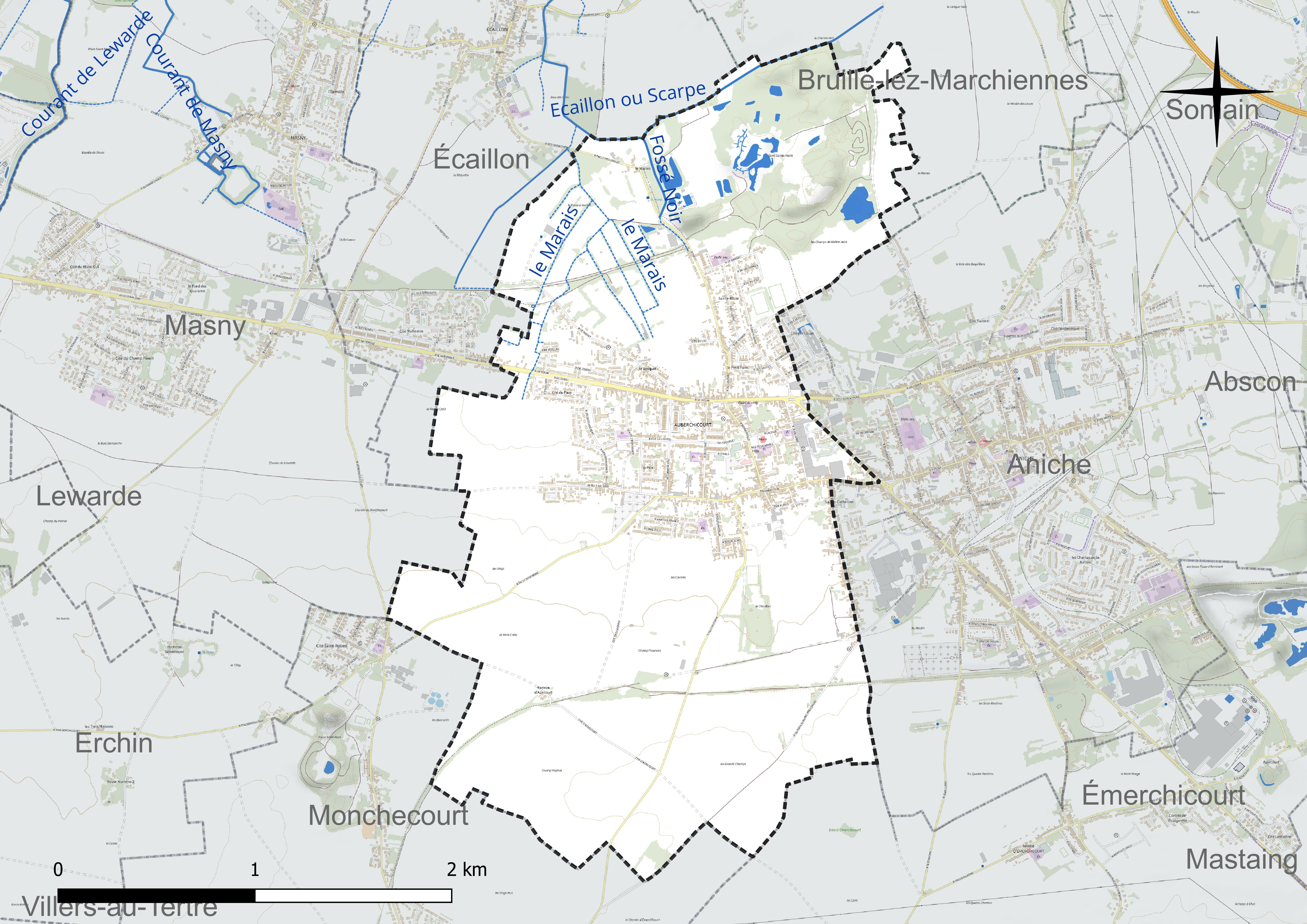
Réseau hydrographique d'Auberchicourt.

La commune est située dans le bassin Artois-Picardie.
Elle est drainée par l'Ecaillon ou Scarpe, le fossé de la Rouge Croix, le fossé Noir, le Marais et un autre petit cours d'eau,.

#### Gestion et qualité des eaux
Le territoire communal est couvert par le schéma d'aménagement et de gestion des eaux (SAGE) « Scarpe aval ». Ce document de planification concerne un territoire de 624 km2 de superficie, délimité par le bassin versant de la Scarpe aval, comprenant la Pévèle, la plaine de la Scarpe et le bassin minier avec l'Ostrevent. Le périmètre a été arrêté le 18 mars 1997 et le SAGE proprement dit a été approuvé le 12 mars 2009, puis révisé le 5 juillet 2021. La structure porteuse de l'élaboration et de la mise en œuvre est le parc naturel régional Scarpe-Escaut.
La qualité des cours d'eau peut être consultée sur un site dédié géré par les agences de l'eau et l'Agence française pour la biodiversité.

### Climat
Pour des articles plus généraux, voir Climat des Hauts-de-France et Climat du Nord.
En 2010, le climat de la commune est de type climat océanique dégradé des plaines du Centre et du Nord, selon une étude du CNRS s'appuyant sur une série de données couvrant la période 1971-2000. En 2020, Météo-France publie une typologie des climats de la France métropolitaine dans laquelle la commune est exposée à un climat océanique et est dans la région climatique Nord-est du bassin Parisien, caractérisée par un ensoleillement médiocre, une pluviométrie moyenne régulièrement répartie au cours de l'année et un hiver froid (3 °C).
Pour la période 1971-2000, la température annuelle moyenne est de 10,6 °C, avec une amplitude thermique annuelle de 14,7 °C. Le cumul annuel moyen de précipitations est de 712 mm, avec 12,4 jours de précipitations en janvier et 9,4 jours en juillet. Pour la période 1991-2020, la température moyenne annuelle observée sur la station météorologique la plus proche, située sur la commune de Douai à 12 km à vol d'oiseau, est de 11,0 °C et le cumul annuel moyen de précipitations est de 729,2 mm,. Pour l'avenir, les paramètres climatiques de la commune estimés pour 2050 selon différents scénarios d'émission de gaz à effet de serre sont consultables sur un site dédié publié par Météo-France en novembre 2022.

## Urbanisme

### Typologie
Au 1er janvier 2024, Auberchicourt est catégorisée centre urbain intermédiaire, selon la nouvelle grille communale de densité à sept niveaux définie par l'Insee en 2022.
Elle appartient à l'unité urbaine de Valenciennes (partie française), une agglomération internationale regroupant 56 communes, dont elle est une commune de la banlieue,,.
Par ailleurs la commune fait partie de l'aire d'attraction de Douai, dont elle est une commune de la couronne,. Cette aire, qui regroupe 61 communes, est catégorisée dans les aires de 50 000 à moins de 200 000 habitants,.

### Occupation des sols

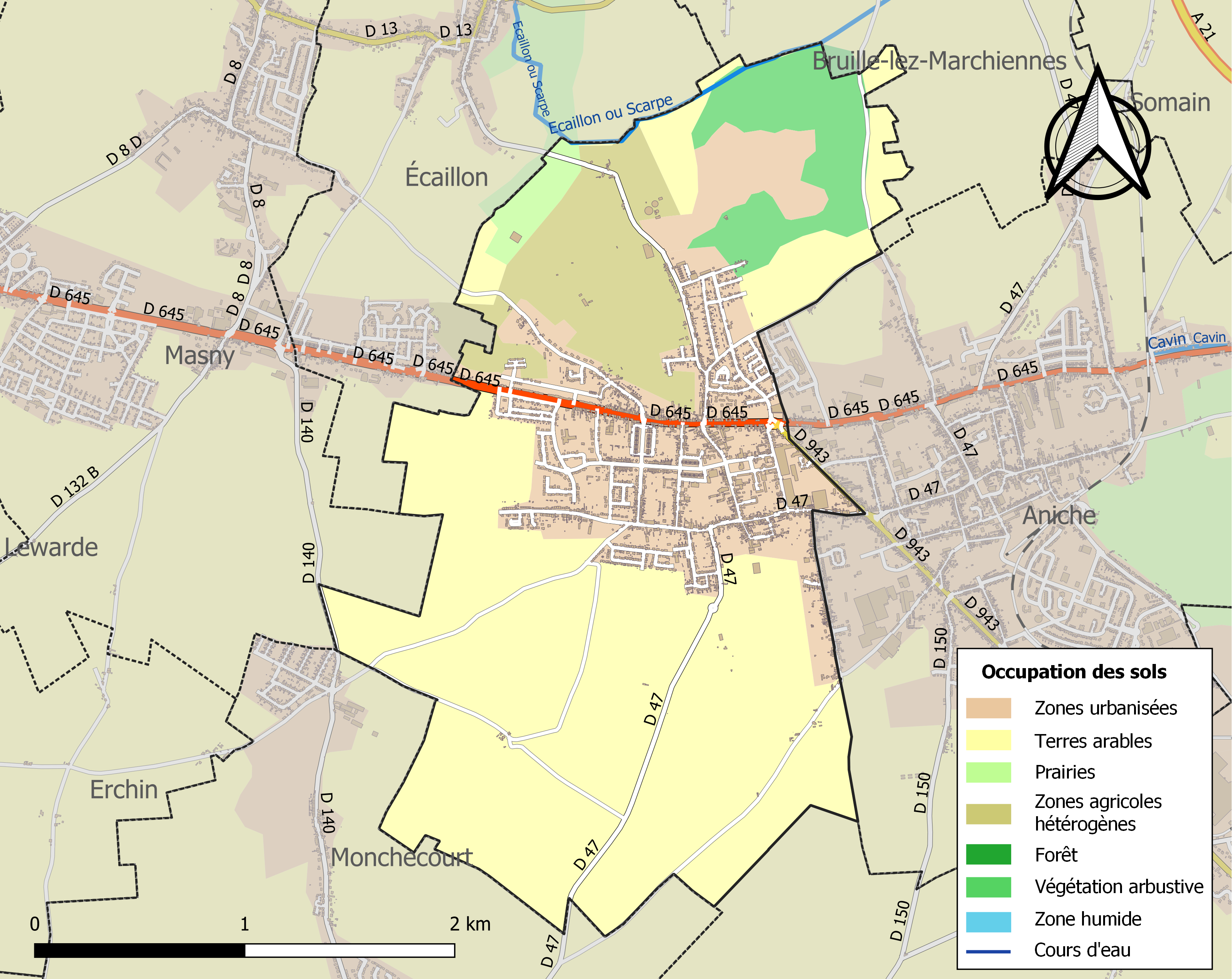
Carte des infrastructures et de l'occupation des sols de la commune en 2018 (CLC).

L'occupation des sols de la commune, telle qu'elle ressort de la base de données européenne d'occupation biophysique des sols Corine Land Cover (CLC), est marquée par l'importance des territoires agricoles (67,5 % en 2018), en diminution par rapport à 1990 (69,4 %).
La répartition détaillée en 2018 est la suivante : terres arables (55,6 %), zones urbanisées (22,1 %), zones agricoles hétérogènes (10,3 %), milieux à végétation arbustive et/ou herbacée (6,9 %), mines, décharges et chantiers (3,6 %), prairies (1,6 %).
L'évolution de l'occupation des sols de la commune et de ses infrastructures peut être observée sur les différentes représentations cartographiques du territoire : la carte de Cassini (XVIIIe siècle), la carte d'état-major (1820-1866) et les cartes ou photos aériennes de l'IGN pour la période actuelle (1950 à aujourd'hui).

### Habitat et logement
En 2021, le nombre total de logements dans la commune était de 2 077, alors qu'il était de 1 937 en 2016 et de 2 021 en 2011.
Parmi ces logements, 92,4 % étaient des résidences principales, 0,8 % des résidences secondaires et 6,8 % des logements vacants. Ces logements étaient pour 95,8 % d'entre eux des maisons individuelles et pour 3,3 % des appartements.
Le tableau ci-dessous présente la typologie des logements à Auberchicourt en 2021 en comparaison avec celle du Nord et de la France entière. Une caractéristique marquante du parc de logements est ainsi la faible proportion des résidences secondaires et logements occasionnels (0,8 %) par rapport au département (1,8 %) et à la France entière (9,7 %).
| Typologie                                               | Auberchicourt | Nord | France entière |
| ------------------------------------------------------- | ------------- | ---- | -------------- |
| Résidences principales (en %)                           | 92,4          | 90,9 | 82,2           |
| Résidences secondaires et logements occasionnels (en %) | 0,8           | 1,8  | 9,7            |
| Logements vacants (en %)                                | 6,8           | 7,4  | 8,1            |

### Voies de communication et transports

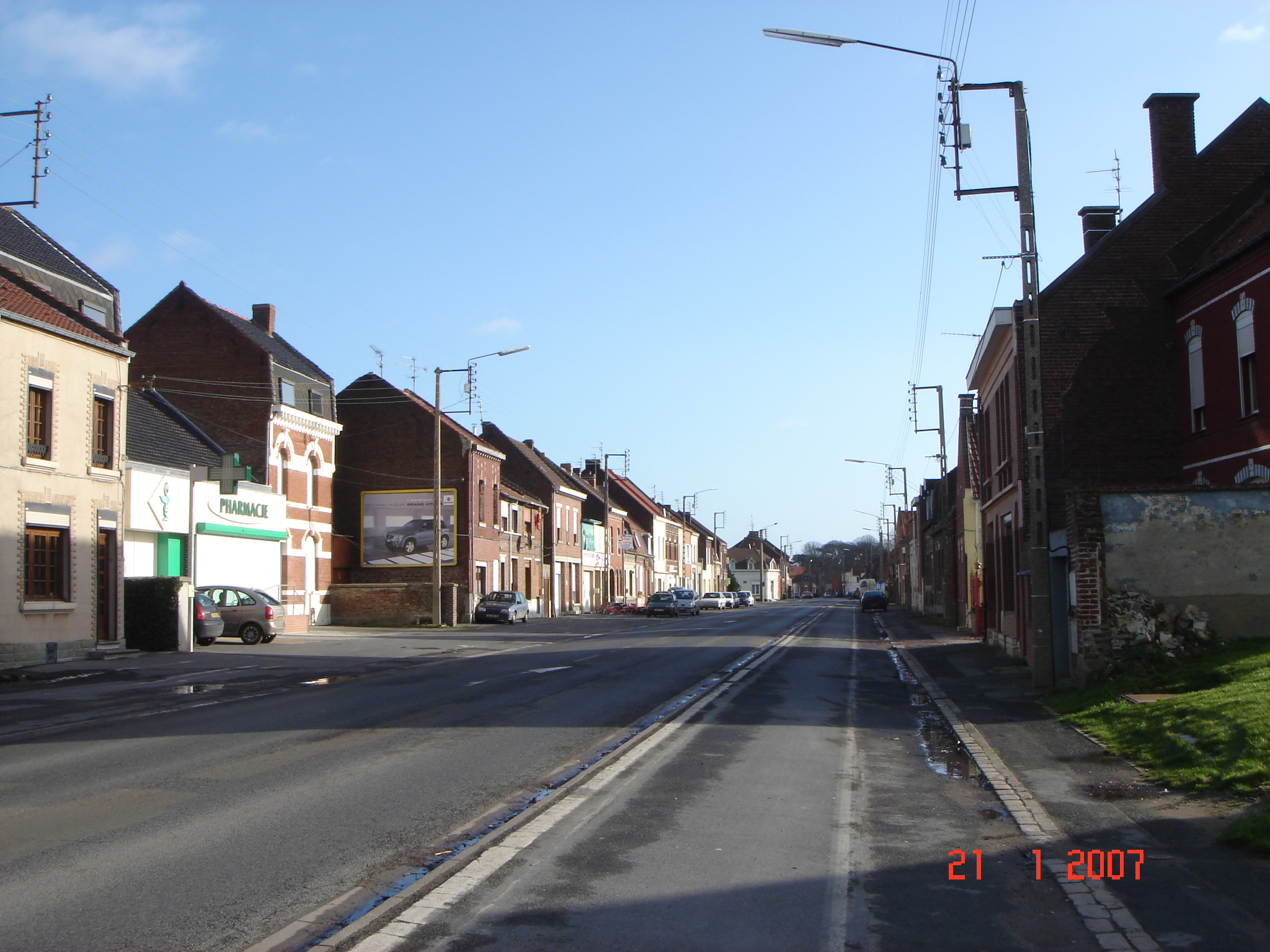
La RN 45, en venant de Douai.

Auberchicourt est située sur la route nationale 45.
La commune est desservie par la ligne A du bus à haut niveau de service de Douai et par les lignes 18 et 19 du réseau de transport Évéole.

## Toponymie
Obercicurtis Viila est citée dans le titre de fondation de l'abbaye d'Anchin en 1079,
puis Obercicurt (en 1170-1175) dans les titres de la même abbaye ou encore Auberchicourt et Aubrechicourt au XIIIe siècle.
Aubericour.

## Histoire

### Antiquité
Présence de vestiges romains, notamment la découverte en labourant un champ, en 1561, d'une grande quantité de monnaies romaines de l'époque de Néron (38-68 ap. J.-C.) mélangées en or, argent et cuivre, ainsi que de petits vases cinéraires et fioles. Ce trésor a été présumé caché à l'époque de Vespasien. Don en fut fait au duc d'Arschot par l'abbé d'Anchin
,.

### Moyen Âge
Un vieux martyrologe d'Anchin  précise enfin qu'en 1079, pour participation à la fondation de ce qui deviendra l'Abbaye d'Anchin, Anselme de Ribemont a donné les terres qu'il possédait des « villages de Vret et Auberchicourt, une table d'autel d'argent, une chappe blanche, l'église d'Auberchicourt et tout ce qu'il tenait audit lieu.
En 1170, l'abbé de l'abbaye Saint-Calixte de Cysoing cède à celui de l'Abbaye d'Anchin les dimes et terrages de Saint-Calixte à Auberchicourt, lesquels se levaient notamment sur une rasière devant le château (Castellum).
En 1178, Bauduin, comte de Hainaut reconnait la possession de l'Abbaye d'Anchin et que lui-même n'y a aucun droit. Auberchicourt devient une seigneurie assez importante du Comté de Hainaut. Le premier acte connu d'un seigneur de ce lieu remonte à 1199 ; il nomme Wauthier d'Auberchicourt, décédé en 1209. Cette famille d'Auberchicourt va se diviser en deux grandes branches ; celle de Wauthier II qui gardera la seigneurie d'Auberchicout et celle de son frère Eustache d'Auberchicourt qui sera seigneur de Bugnicourt. En 1285, le trouvère Jacques Bretel raconte dans le Tournoi de Chauvency, la joute de Baudouin d'Auberchicourt, conduit par Florent de Hainaut, contre Joffroi de Neuville.
En mai 1340, Auberchicourt comme plusieurs villages de l'Ostrevent est brulé par les Douaisiens.
Isabelle de France; reine consort d'Angleterre, fille du roi de France Philippe IV le Bel et épouse de Édouard II traversa le Cambrésis et vint loger d'abord chez le seigneur d'Auberchicourt en Ostrevant, où Jean de Hainaut, seigneur de Beaumont, se rendit et offrit ses services à cette princesse abandonnée de la France.
Pierre de Lannoy dit « Lamont », seigneur sur la commune actuelle d'Auberchicourt, trouve la mort lors de la bataille d'Azincourt en 1415.
La descendance des seigneurs d'Auberchicourt se partagera notamment les terres d'Estaimbourg, de Bernissart, de Beuvrière, de Ham et de Piéton tandis que Nicolas II de la branche des seigneurs de Bugnicourt va aller combattre en Écosse avec Jean de Beaumont. Son fils, Nicolas III d'Auberchicourt sera seigneur de Bugnicourt, prévôt de Valenciennes, capitaine d'Enghien et capitaine de Nottingham. Il combattra sous la bannière d'Angleterre contre la France.
Eustache d'Auberchicourt fit partie de ce qu'on a appelé les Grandes compagnies qui semèrent la terreur dans nos régions[Lesquelles ?]. Il participa à la bataille de Nogent-sur-Seine, il fut gouverneur de Mons, puis prisonnier à Poitiers. Il fut chevalier de la Jarretière.
Le fils cadet de Nicolas III, Jean d'Auberchicourt sera lui aussi chevalier de l'ordre de la Jarretière et Froissart décrira une joute dans laquelle Jean affrontera Renault de Roy et Boucicaut. Le fils d'Eustache, Sancet d'Auberchicourt sera aussi chevalier de l'ordre de la Jarretière.
Il existe une troisième branche des Auberchicourt qui sont les seigneurs d'Estaimbourg, du Maretz, de la Ruterie etc. et une quatrième qui sont les seigneurs d'Azincourt. Les armes des seigneurs d'Auberchicourt sont d'hermine à une hamaïde de gueules.

### Temps modernes

#### Cartulaire du ducCharles de Croÿ

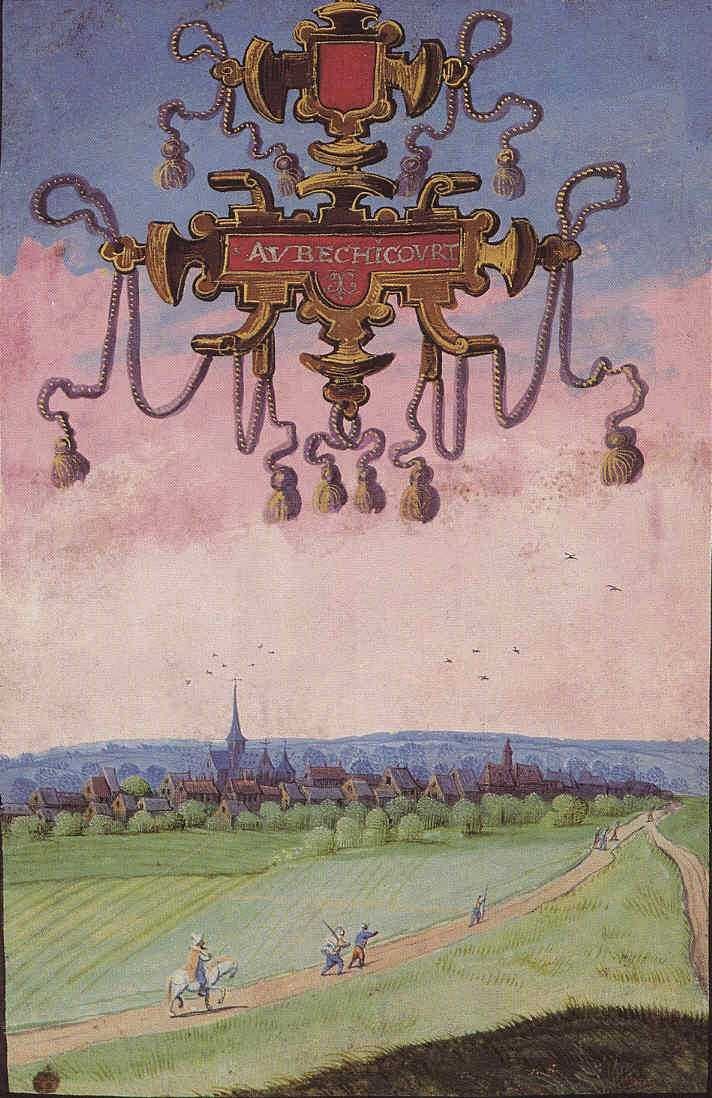
Auberchicourt dessiné pour les Albums de Croÿ

Il s'agit de peintures topographiques à la demande du duc de Croÿ par Adrien de Montigny.
- Généralités :

1. Date : probablement 1603
2. Saison : été
3. Cartouche : Aubechicourt
4. Orientation de la vue : Sud-Est

- Premier plan :

1. Chemin : sur la droite de la vue jonction des 2 chemins venant de Bouchain et de Denain
2. Personnages : un cavalier au cheval blanc précédé de 7 personnages à pied venant de Bouchain puis champs labourés, sillons vers Aniche

- Deuxième plan :

1. Le village en habitat groupé autour de l'église vu dans sa plus grande longueur et essentiellement situé sur la gauche des chemins.
2. Une trentaine de bâtisses aux toits 2 pans de tuiles toutes orientées pignon Nord Sud.
3. L'église domine de sa haute flèche centrale, la toiture est grisée peut-être de l'ardoise avec de nombreuses lucarnes ; deux pignons orientés nord-est vers la jonction des chemins ; un troisième pignon orienté sud.
4. Près de l'église se tient une tour carrée et couverte d'une courte flèche : il pourrait s'agir d'une partie du château (cité à partir du XIIe siècle et ayant appartenu aux grandes familles locales Lallaing, Lannoy, Sainte-Aldegonde de Noircarmes). Les deux bâtiments à couverture de tuiles pourraient en être une dépendance.
5. Deux grandes constructions unies par une haute tourelle (les trois étant couvertes de tuiles) pourraient figurer la maison des échevins et la halle.
6. Un bâtiment couvert de tuiles et orné d'une cheminée, pourrait être le four du village.

- Troisième plan :

1. Collines de Lewarde et d'Erchin

### Époque contemporaine
La découverte du charbon à la fin du XVIIIe siècle entraîne le percement de cinq puits de mines de 1798 à 1907 : Aglaé Avaleresse, La Paix Avaleresse, Espérance, Sainte-Marie no 1 et no 2 de la Compagnie des mines d'Aniche. Les grands bureaux de la compagnie se situent sur le boulevard Paul-Vaillant Couturier. On trouve encore une grande variété d'habitats miniers sur le territoire de la commune.
Le 4 août 1895 ce qui est appelé dans la presse l'attentat d'Aniche se déroule en fait devant l'église d'Auberchicourt : lors du jubilé des 50 ans de présence du directeur de la Compagnie des mines d'Aniche M. Émile Vuillemin reçoit 4 balles de Clément Décout, mineur licencié deux ans plus tôt.

#### Première Guerre mondiale
Le 13 août 1918 à 11 h 20, le capitaine John Everard Gurdon (en) et le lieutenant Charles George Gass de la Royal Air Force avec leur avion Bristol F.2b abattent un avion allemand Fokker D.VII au-dessus d'Auberchicourt.

## Politique et administration

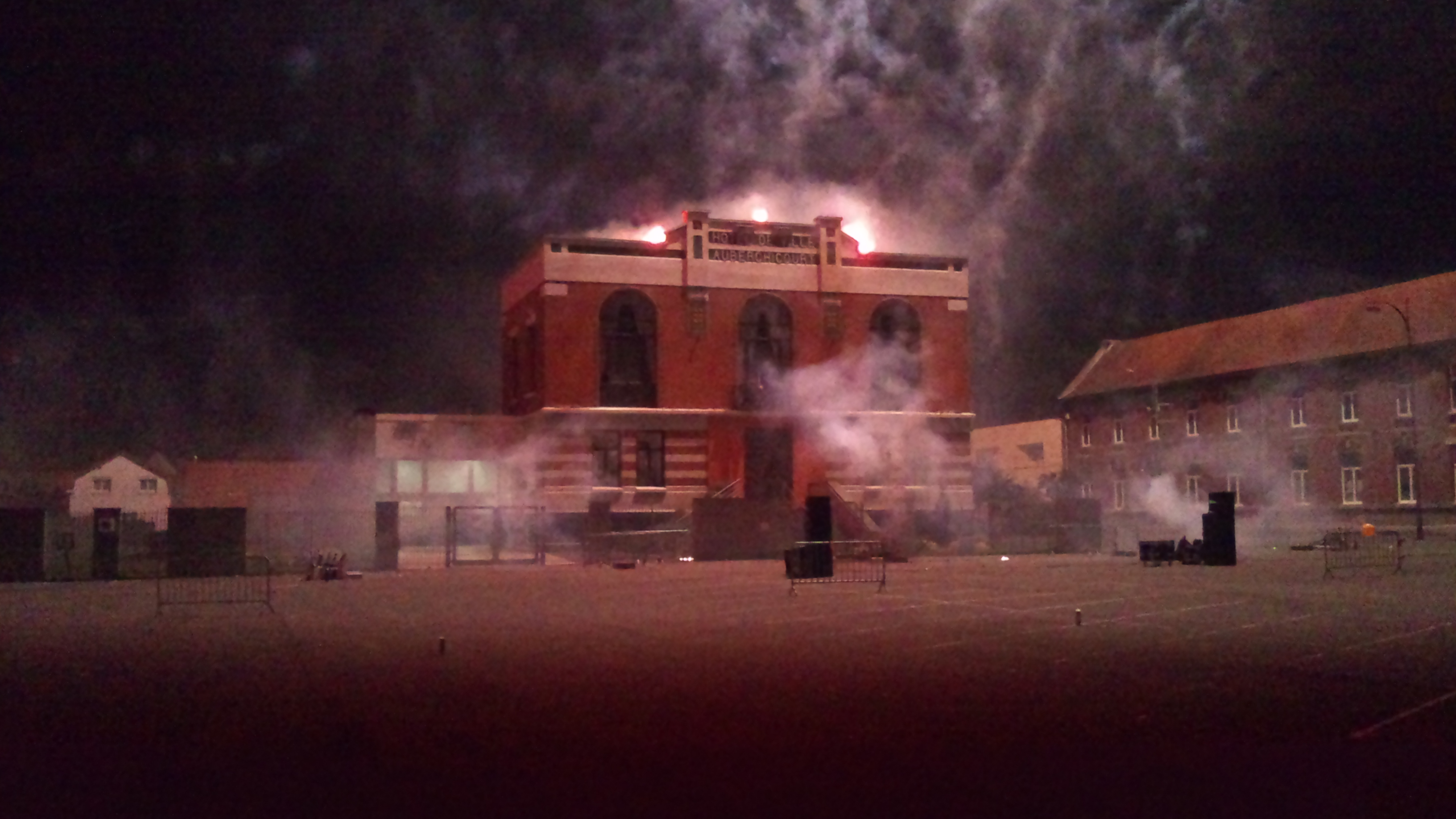
Feux d'artifice au-dessus de l'hôtel de ville.

### Rattachements administratifs et électoraux

#### Rattachements administratifs
La commune se trouve dans l'arrondissement de Douai du département du Nord.
Elle faisait partie depuis 1801 du canton de Douai-Sud. Dans le cadre du redécoupage cantonal de 2014 en France, cette circonscription administrative territoriale a disparu, et le canton n'est plus qu'une circonscription électorale.

#### Rattachements électoraux
Pour les élections départementales, la commune fait partie depuis 2014 du canton d'Aniche.
Pour l'élection des députés, elle fait partie de la seizième circonscription du Nord.

### Intercommunalité
Auberchicourt était membre de la  communauté de Communes de l'Est du Douaisis (CCED), un établissement public de coopération intercommunale (EPCI) à fiscalité propre créé fin 2000 et auquel la commune a transféré un certain nombre de ses compétences, dans les conditions déterminées par le code général des collectivités territoriales.
En 2006, cette intercommunalité prend le nom de communauté de communes Cœur d'Ostrevent puis, en 2025, se transforme en communauté d'agglomération sous la dénomination de communauté d'agglomération Cœur d'Ostrevent. La commune en est donc membre.

### Tendances politiques et résultats
Lors du premier tour des élections municipales de 2014 dans le Nord, la liste PS menée par le maire sortant Gilles Grévin obtient la majorité absolue des suffrages exprimés, avec 1 435 voix (70,89 %, 23 conseillers municipaux élus dont 2 communautaires), devançant très largement celle FG menée par Patrick Poulain, qui a recueillie 589 voix (29,10 %, 4 conseillers municipaux élus).
Lors de ce scrutin, 35,12 % des électeurs se sont abstenus.
Lors du premier tour des élections municipales de 2014 dans le Nord, la liste PS menée par le maire sortant Gilles Grévin obtient la majorité absolue des suffrages exprimés avec 1 044 voix (83,72 %, 25 conseillers municipaux élus dont 4 communautaires), devançant très largement celle  divers gauche  menée par Véronique Boleux, qui recueille 203 voix (16,27 %, 2 conseillers municipaux élus).
Lors de ce scrutin, marqué par la pandémie de Covid-19 en France, 58,78 % des électeurs se sont abstenus,.

### Administration municipale
Le nombre d'habitants au dernier recensement étant compris entre 3 500 et 4 999, le nombre de membres du conseil municipal est de 27.

### Liste des maires
| Période                                  | Période                         | Identité           | Étiquette | Qualité                                                                             |
| ---------------------------------------- | ------------------------------- | ------------------ | --------- | ----------------------------------------------------------------------------------- |
| Les données manquantes sont à compléter. |                                 |                    |           |                                                                                     |
| 1802                                     | 1808                            | Fauqueux,          |           |                                                                                     |
| 1830                                     | 1837                            | Augustin Coquelet  |           |                                                                                     |
| 1881                                     |                                 | Buisson            |           |                                                                                     |
| 1931                                     |                                 | Legrand            |           | docteur en médecine membre du conseil d'arrondissement                              |
| mai 1953                                 | 1983                            | Paul Bridenne      | SFIO      |                                                                                     |
| avant 1984                               |                                 | Charles Pesin      |           |                                                                                     |
| juin 1995                                | mai 2022                        | Gilles Grévin      | PS        | Agent général d'assurance Vice-président de la CC Cœur d'Ostrevent Mort en fonction |
| mai 2022                                 | En cours (au 30 septembre 2024) | Marie-Hélène Leroy |           | Responsable de structure médico-sociale Vice-présidente de la CC Cœur d'Ostrevent   |

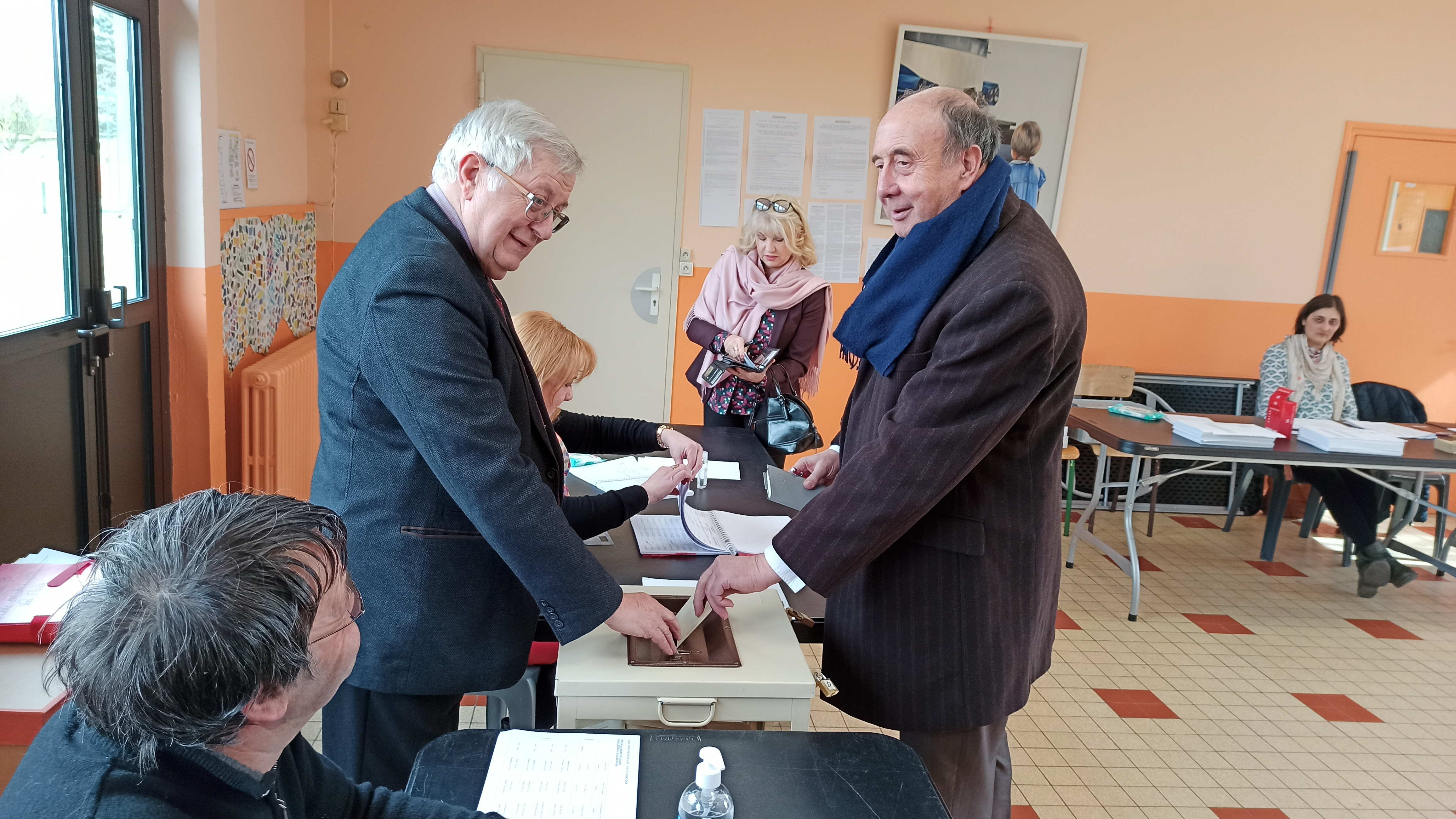
Gilles Grévin, maire de 1995 à 2022, votant lors de l'élection du 15 mars 2020.
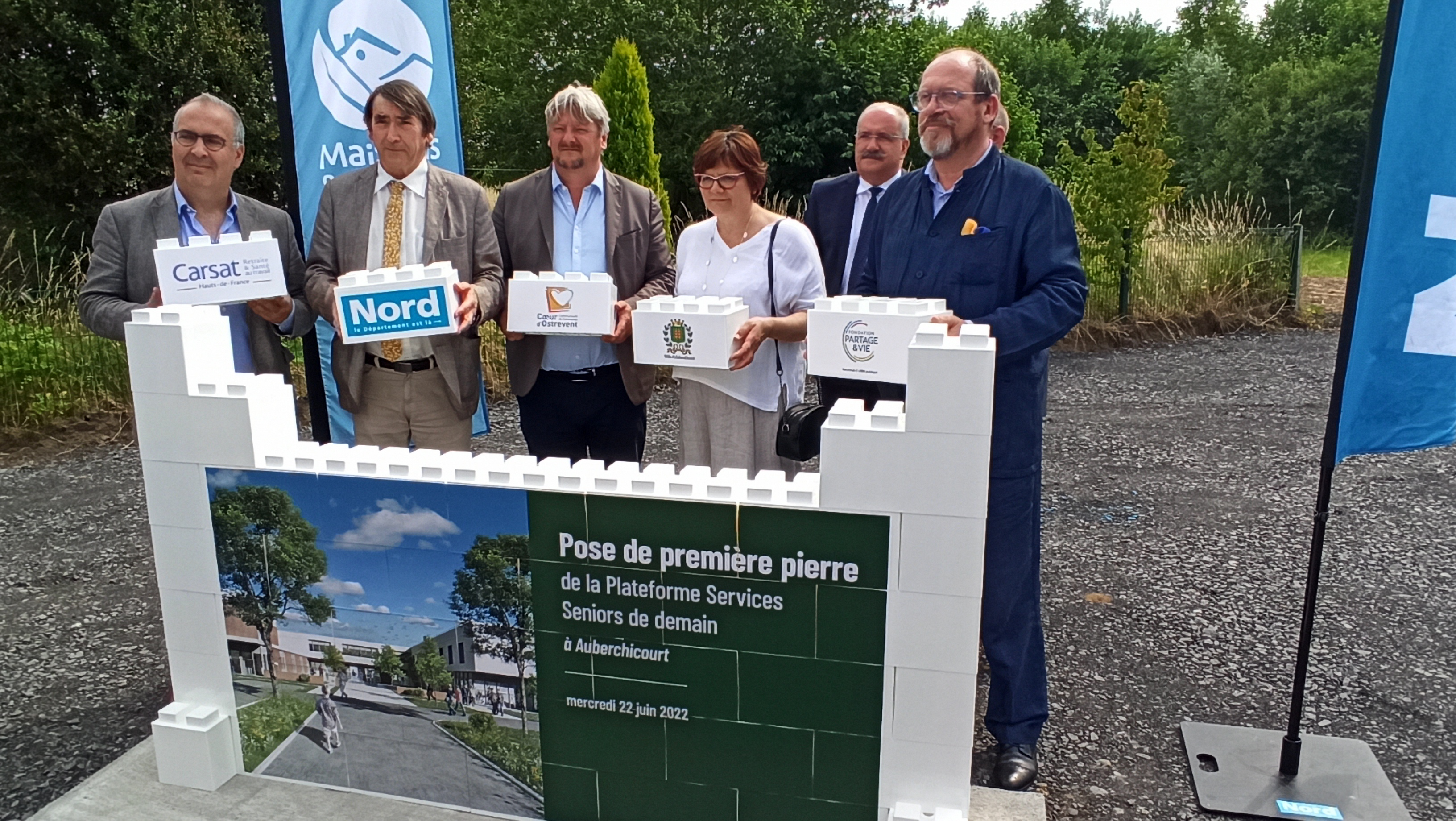
Marie-Hélène Leroy, maire d'Auberchicourt, lors de la pose de la première pierre de la Plateforme Services Seniors de Demain à Auberchicourt le 22 juin 2022 en présence de Christian Poiret

## Équipements et services publics

### Enseignement
Auberchicourt fait partie de l'académie de Lille.
Les enfants sont scolarisés aux écoles maternelles Jean-Baptiste Lebas, de la Paix et du « Chaufour ». En primaire, ils vont au groupe scolaire élémentaire Louise Michel ou à l'école Pierre-Gilles de Gennes

## Population et société

### Démographie

#### Évolution démographique
L'évolution du nombre d'habitants est connue à travers les recensements de la population effectués dans la commune depuis 1793. Pour les communes de moins de 10 000 habitants, une enquête de recensement portant sur toute la population est réalisée tous les cinq ans, les populations de référence des années intermédiaires étant quant à elles estimées par interpolation ou extrapolation. Pour la commune, le premier recensement exhaustif entrant dans le cadre du nouveau dispositif a été réalisé en 2007.

En 2022, la commune comptait 4 626 habitants, en évolution de +5,02 % par rapport à 2016 (Nord : +0,51 %, France hors Mayotte : +2,11 %).
| 1793 | 1800 | 1806 | 1821  | 1831  | 1836  | 1841  | 1846  | 1851  |
| ---- | ---- | ---- | ----- | ----- | ----- | ----- | ----- | ----- |
| 763  | 711  | 935  | 1 077 | 1 241 | 1 205 | 1 281 | 1 462 | 1 476 |

| 1856  | 1861  | 1866  | 1872  | 1876  | 1881  | 1886  | 1891  | 1896  |
| ----- | ----- | ----- | ----- | ----- | ----- | ----- | ----- | ----- |
| 1 585 | 1 744 | 1 970 | 1 946 | 2 255 | 2 453 | 2 580 | 2 700 | 2 739 |

| 1901  | 1906  | 1911  | 1921  | 1926  | 1931  | 1936  | 1946  | 1954  |
| ----- | ----- | ----- | ----- | ----- | ----- | ----- | ----- | ----- |
| 2 948 | 3 183 | 3 597 | 3 540 | 3 979 | 4 057 | 3 924 | 3 865 | 4 484 |

| 1962  | 1968  | 1975  | 1982  | 1990  | 1999  | 2006  | 2007  | 2012  |
| ----- | ----- | ----- | ----- | ----- | ----- | ----- | ----- | ----- |
| 5 085 | 5 369 | 5 292 | 4 826 | 4 733 | 4 556 | 4 569 | 4 570 | 4 450 |

| 2017  | 2022  | - | - | - | - | - | - | - |
| ----- | ----- | - | - | - | - | - | - | - |
| 4 448 | 4 626 | - | - | - | - | - | - | - |

#### Pyramide des âges
La population de la commune est relativement jeune.
En 2018, le taux de personnes d'un âge inférieur à 30 ans s'élève à 35,4 %, soit en dessous de la moyenne départementale (39,5 %). À l'inverse, le taux de personnes d'âge supérieur à 60 ans est de 26,1 % la même année, alors qu'il est de 22,5 % au niveau départemental.
En 2018, la commune comptait 2 170 hommes pour 2 363 femmes, soit un taux de 52,13 % de femmes, légèrement supérieur au taux départemental (51,77 %).
Les pyramides des âges de la commune et du département s'établissent comme suit.
| Hommes | Classe d’âge | Femmes |
| ------ | ------------ | ------ |
| 0,5    | 90 ou +      | 1,4    |
| 6,0    | 75-89 ans    | 10,0   |
| 16,1   | 60-74 ans    | 18,1   |
| 21,0   | 45-59 ans    | 18,3   |
| 19,4   | 30-44 ans    | 18,2   |
| 17,6   | 15-29 ans    | 13,4   |
| 19,3   | 0-14 ans     | 20,6   |

| Hommes | Classe d’âge | Femmes |
| ------ | ------------ | ------ |
| 0,5    | 90 ou +      | 1,4    |
| 5,3    | 75-89 ans    | 8,1    |
| 14,8   | 60-74 ans    | 16,2   |
| 19,1   | 45-59 ans    | 18,4   |
| 19,5   | 30-44 ans    | 18,7   |
| 20,7   | 15-29 ans    | 19,1   |
| 20,2   | 0-14 ans     | 18     |

## Culture locale et patrimoine

### Lieux et monuments

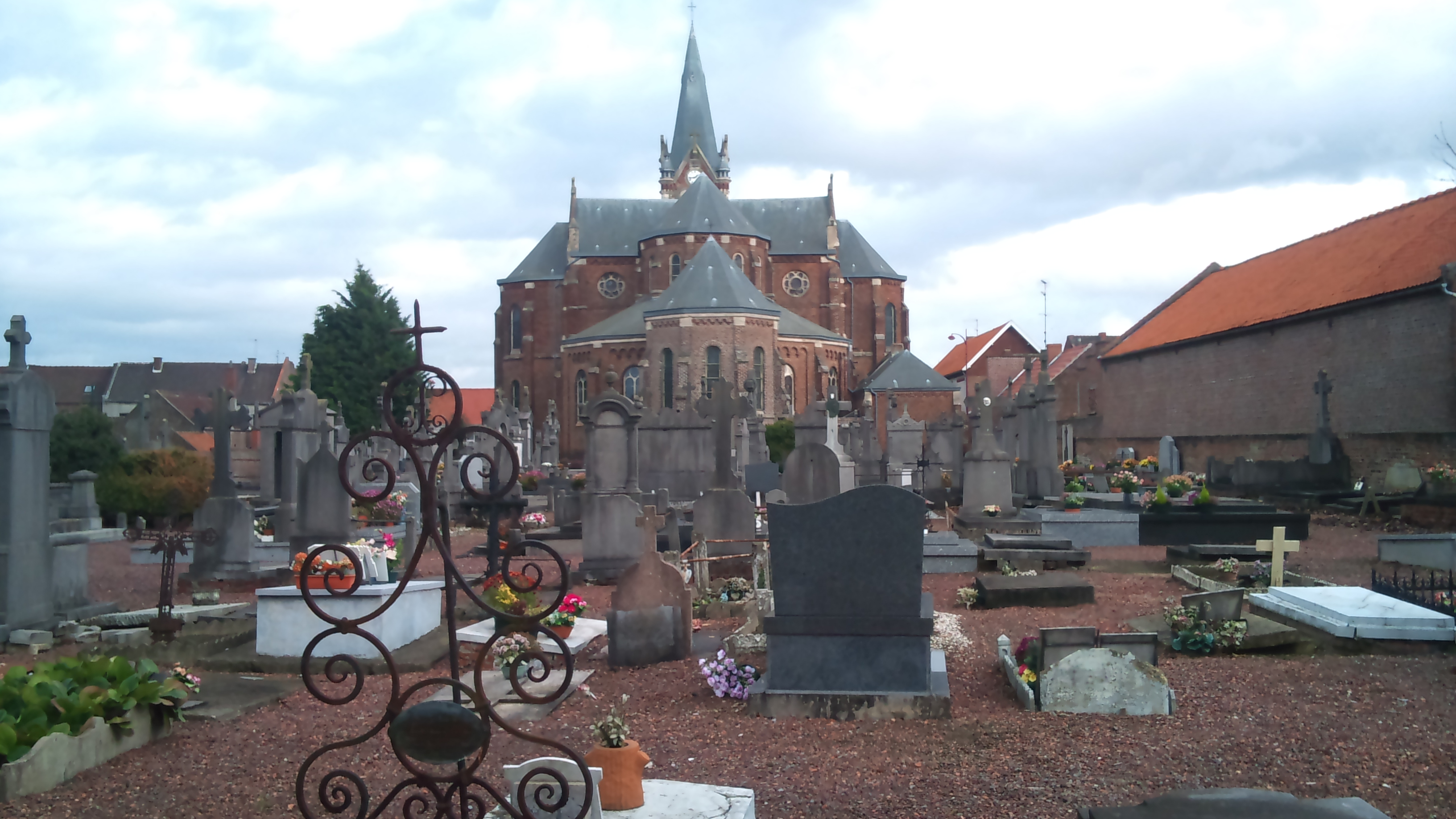
Église de la visitation et cimetière du centre

- Église Notre-Dame-de-la-Visitation : L'église primitive figure sur le cartulaire du duc de Croÿ datant du début du XVIIe siècle. Elle fut reconstruite en 1647, puis de nouveau en 1874 par l'architecte Henri de Baralle de Cambrai et consacrée en 1878 par Mgr Monnier[50]. Elle renferme des fonts baptismaux datés de 1511 ainsi que les trois tableaux de Saint Alexis. 
Il s'agit de trois tableaux de l'école flamande du XVIIe siècle (toile et peinture à l'huile) provenant de la collégiale Saint-Amé à Douai sur le retour, le mariage et la mort de saint Alexis, certainement Alexis l'Homme de Dieu. Classées Monuments historiques en 1971 et propriété de la commune d'Auberchicourt,
- Vestiges de l'industrie minière :
  - Le terril no 125A, Sainte Marie Ouest, issu de l'exploitation de la fosse Sainte-Marie des mines d'Aniche, a été inscrit le 30 juin 2012 sur la liste du patrimoine mondial de l'Unesco[51].
  - Fosse Sainte-Marie des mines d'Aniche
  - Fosse Espérance
  - Cavalier d'Azincourt
- Vestiges de l'industrie verrière :
  - Verreries Caton
  - Gobeleterie Ducret[52]
- Cimetière britannique d'Auberchicourt (Auberchicourt British Cemetery) : 
Le cimetière est créé à la suite de l'occupation de la commune par les troupes du Commonwealth en octobre 1918. Il est situé sur le chemin de Saint Roch-Monchecourt et renferme 288 tombes dont 19 de soldats inconnus. Les dernières tombes datent de février 1919. Ce sont en majorité des soldats anglais qui reposent ici, au nombre de 202 dont un de la Royal Naval Division et 7 de la Royal Air Force ainsi que 86 soldats canadiens. Y reposent également 3 dépouilles du Corps des Travailleurs chinois (Chinese Labour Corps)[53].
Hugh Cairns repose dans ce cimetière, allée IA 8. Né le 4 décembre 1896 à Ashington en Angleterre, il émigre au Canada en 1911 à Saskatoon. Du 3 juin 1917 au 1er novembre 1918, il combat héroïquement dans les environs de Valenciennes. Blessé à l'abdomen, il meurt le 2 novembre 1918. Il appartenait à la 4e division canadienne (46e bataillon dit le "Bataillon suicide", 10e brigade, 3e section, compagnie A). Il reçut à titre posthume la croix de Victoria (Victoria Cross) et fut nommé chevalier de la Légion d'honneur. En 1936, en hommage à son action, la ville de Valenciennes nomma une avenue, avenue du Sergent Cairns.

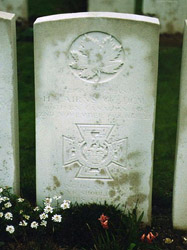
Tombe de Hugh Cairns
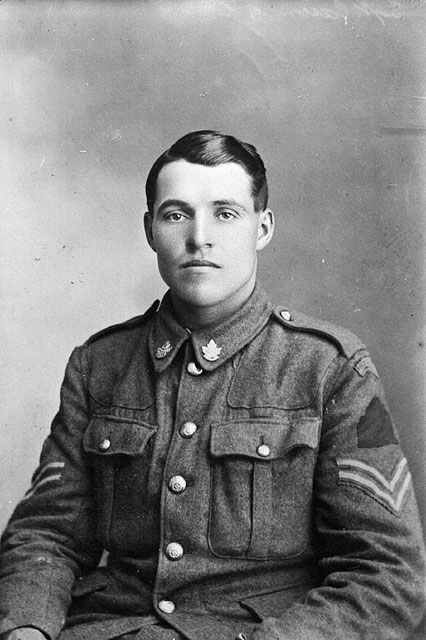
Hugh Cairns

- Le Secteur pavé Denis Flahaut : 
Le secteur pavé Denis Flahaut a été inauguré le 14 mars 2020, après un repérage de Thierry Gouvenou le 25 octobre 2017 et une rénovation partielle par les amis de Paris-Roubaix le 18 mai 2018. Ce secteur pavé numéro 13 a été emprunté lors de la neuvième étape du Tour de France 2018 le 15 juillet 2018. Ce chemin a également était emprunté lors de la Raid Paris-Roubaix VTT 2019 avec 6000 cyclistes.

### Personnalités liées à la commune
.

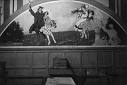
Photo de la fresque murale peinte par Bernard Fleetwood-Walker Noël 1918 à Auberchicourt

- Sanchet d'Abrichecourt (vers 1330-vers1359), seigneur d'Auberchicourt, chevalier fondateur de l'Ordre de la Jarretière en 1349[54]
- Pierre-Joseph Laurent (1713-1773), qui pourrait être né dans la commune, participe à l'assèchement des marais de Flandres et du Hainaut, détourne la Seiche en Bretagne, permettant l'exploitation de la mine de Pont-Péan, projette de relier l'Escaut à la Somme par le canal souterrain de Saint-Quentin et s'associe à la compagnie des mines d'Anzin. Son fils, Pierre-Charles Laurent de Villedeuil, se distingue en devenant contrôleur général des finances en 1787, ministre de la maison du roi Louis XVI. Une rue de la commune porte son nom, rès de l'ancienne gobeletterie Caton, seule verrerie auberchicourtoise.
- Paul Lemay (1853-1939), ingénieur des Mines, administrateur et directeur général de la Compagnie des mines d'Aniche, commandeur de l'Ordre national de la Légion d'honneur, y est mort.
- Alexandre-Joseph Consil, dit Kopierre (1834-1909), tambour-major du Second Empire, devenu une figure du Nord, élu au conseil municipal d'Auberchicourt, où il est né, de 1896 à 1904. Il est le Géant d'Aniche.
- Émile Gobbe (1849-1915) ingénieur verrier inventeur de la fabrication mécanique du verre par étiage[55], y est né. Une rue de la commune porte son nom depuis 2009.

### Héraldique
| Blason de Auberchicourt | Blason  | De sinople au chef d'hermine, à la bordure de gueules endentée                                                                                     |
| Blason de Auberchicourt | Détails | Blason de Baudoin d'Obréchicourt : de sinople au chef d'hermine à la bordure endentée de gueules. Le statut officiel du blason reste à déterminer. |

### Folklore et traditions
Le sol calcaire d'Auberchicourt a permis l'implantation sur une petite butte, d'un four à chaux destiné à la construction et l'amendement des terres. Construit antérieurement à 1831, il ne fonctionne plus aujourd'hui mais il reste la carrière, le four et sa tourelle.
La Fête du Chaufour qui existe déjà en 1854 est remise au goût du jour en 1911 pour rassembler la population[réf. nécessaire].
En 1970, M. Bridenne, maire de la commune, veut créer une fête concurrente de celle de Kopierre à Aniche. Elle se déroule depuis lors chaque 2e dimanche de juin[réf. nécessaire].
La commune possède un géant qui a la forme d'un loup. 
Créé en 2016 et baptisé en juin 2017, il se nomme Aubert le Loup,. Un autre géant est L'Tiot Julien.

## Pour approfondir